# Sangamon
La Sangamon (Sangamon River) est le principal affluent de la rivière Illinois, long d'environ 396 km, dans le centre de l'Illinois aux États-Unis. Il draine une zone agricole principalement rurale entre Peoria et Springfield. La rivière est associée au début de la carrière d'Abraham Lincoln et a joué un rôle important dans le début de la colonisation européenne de l'Illinois lorsque la région autour était connue sous le nom de Sangamon River Country. La section de la rivière Sangamon qui traverse le parc Robert-Allerton près de Monticello a été nommée monument naturel national en 1971.

## Source
- (en) Cet article est partiellement ou en totalité issu de l’article de Wikipédia en anglais intitulé « Sangamon River » (voir la liste des auteurs).